# Georg Beutner
Georg Beutner (* 1. November 1886 in Lützelstein (heute La Petite-Pierre, Nordvogesen); † im 20. Jahrhundert) war ein deutscher Verwaltungsjurist und Präsident des Landgerichts Saarbrücken.

## Leben
Georg Beutner musste Kriegsdienst leisten und studierte danach Rechtswissenschaften mit Promotion zum Dr. jur. Er war mehrere Jahre lang Präsident des Landgerichts Frankenthal. In seinem Berufsleben wandte er sich dem Nationalsozialismus zu und trat bei seiner Amtseinführung als Präsident des Landgerichts Saarbrücken am 1. Oktober 1937 in SA-Uniform auf.
Als Landgerichtspräsident war Beutner vom Präsidenten des Oberlandesgerichts Zweibrücken Karl Siegel über die Ermordung im Rahmen der Aktion T 4 (Euthanasiemaßnahmen) informiert worden.
Von Februar 1945 war er als Führer eines Bataillons des Deutschen Volkssturms eingesetzt.
Als sein Todesdatum wird der 19. April 1945 vermutet.